# Lin Lin
 (juin 2016).
Si vous disposez d'ouvrages ou d'articles de référence ou si vous connaissez des sites web de qualité traitant du thème abordé ici, merci de compléter l'article en donnant les références utiles à sa vérifiabilité et en les liant à la section « Notes et références ».
Pour les articles homonymes, voir Lin.
Dans ce nom chinois, le nom de famille, Qian, précède le nom personnel.
Qian Lin (ch. trad. : 銭琳), née le 11 mars 1991 à Hangzhou (Chine), connue sous son nom de scène Lin Lin ou Linlin (リンリン, Rinrin) (ch. trad. : 琳琳), est une chanteuse chinoise, ex-membre du groupe japonais Morning Musume et ex-idol du Hello! Project de 2007 à 2010.

## Biographie
Elle débute enfant en 1999 à la télévision chinoise, jouant dans des drama et animant des émissions. Remarquée par le producteur japonais Tsunku, elle rejoint son Hello! Project en tant que Hello Pro Egg au Japon début 2007, puis est rapidement intégrée en mars 2007 aux Morning Musume avec sa compatriote Li Chun (alias Jun Jun ou Junjun) dans le cadre de la "huitième génération" dont fait déjà partie Aika Mitsui arrivée trois mois plus tôt. Elle et Jun Jun sont donc les premières étrangères à intégrer les Morning Musume, et les seules hormis Miki Fujimoto à n'avoir pas participé pour ce faire à une audition nationale publique, directement choisies par Tsunku en tant qu'"étudiantes étrangères" pour faire connaitre le groupe en Chine.
En juin 2009, son producteur Tsunku l'annonce comme leader d'une nouvelle mouture du groupe Mini Moni, précédemment actif de 2000 à 2004, renommé pour l'occasion Shin Mini Moni, en parallèle à sa carrière avec les Morning Musume. Un an plus tard, il annonce sa future graduation pour la fin de l'année. Lin Lin quitte donc les Morning Musume et le Hello! Project le 15 décembre 2010, en même temps que Jun Jun et Eri Kamei, après une cérémonie d'adieu lors du dernier concert de la tournée Rival Survival.
Tsunku juge qu'elle a bien appris durant ses trois ans passé dans le groupe. Elle fut l'une des Morning Musume les moins mises en valeur dans les clips vidéos du groupe, bien quelle possède l'une des meilleurs voix du HP, comme elle le montre sur son titre en solo For you sur l'album Chanpuru 1 ~Happy Marriage Song Cover Shū~.
Elle poursuit depuis sa carrière en Chine. En 2011, elle y donne un mini-concert avec Akari Saho à l'occasion d'un défilé de mode. Elle annonce la sortie d'un premier album en solo au printemps 2013. En 2016 on apprend qu'elle est mariée et qu'elle a un enfant. Elle se consacre désormais à la production et la formation de jeunes en Chine.

## Groupes

### Au sein du Hello! Project
- Hello! Pro Egg (2007)
- Morning Musume (2007–2010)
- Wonderful Hearts (2008–2009)
- Shin Minimoni (2009–2010)
- Muten Musume (2010)
- Ex-ceed! (2010)

## Discographie

### En solo
Mini-album
Chansons
- 2009 : For you (sur l'album Chanpuru 1 ~Happy Marriage Song Cover Shū~)
- 2013 : Zhàn Dòu (战豆) (de son album solo de 2013)

### Avec Morning Musume
Singles
- 25 juillet 2007 : Onna ni Sachi Are
- 21 novembre 2007 : Mikan
- 16 avril 2008 : Resonant Blue
- 24 septembre 2008 : Pepper Keibu
- 18 février 2009 : Naichau Kamo
- 13 mai 2009 : Shōganai Yume Oibito
- 12 août 2009 : Nanchatte Renai
- 28 octobre 2009 : Kimagure Princess
- 10 février 2010 : Onna ga Medatte Naze Ikenai
- 9 juin 2010 : Seishun Collection
- 17 novembre 2010 : Onna to Otoko no Lullaby Game

Albums
- 26 novembre 2008 :  Cover You  (reprises)
- 18 mars 2009 :  Platinum 9 Disc
- 17 mars 2010 :  10 My Me
- 1er décembre 2010 :  Fantasy! Jūichi

(+ compilations du groupe)

### Autres participations
- 27 octobre 2010 : Appare Kaiten Zushi! (avec Muten Musume)

## Filmographie
Films
- 2009 : Yona Yona Penguin (よなよなペンギン?) : Fairy
- 2011 : Keitai Deka The Movie 3: Morning Musume Kyuushutsu Daisakusen! ~ Pandora no Hako no Himitsu~ (ケータイ刑事　THE　MOVIE3　モーニング娘。救出大作戦！～パンドラの箱の秘密?)

Dramas
- 2010 : Hanbun Esper (半分エスパー?)

## Divers
Programmes TV
- 2007–2008 : Haromoni@ (ハロモニ@?)
- 2008 : Berikyuu! (ベリキュー!?)
- 2008–2009 : Yorosen! (よろセン!?)
- 2009 : Sakiyomi Jan BANG! (サキよみ ジャンBANG!?)

Comédies musicales et théâtres
- 2008 : Cinderella the Musical (シンデレラ the ミュージカル?)
- 2010 : Fashionable (ファッショナブル?)